# Pseudoschmidtia explanata
Pseudoschmidtia explanata är en insektsart som beskrevs av Marius Descamps 1964. Pseudoschmidtia explanata ingår i släktet Pseudoschmidtia och familjen Euschmidtiidae. Inga underarter finns listade i Catalogue of Life.